# 第190機械化歩兵旅団 (人民解放軍陸軍)
第190機械化歩兵旅団（第190机械化步兵旅、英語: 190th Heavy Combined Arms Brigade）は、中国人民解放軍陸軍の旅団の1つ。第39集団軍に所属する。第64軍の旧第190師団（通称「暴風雨師団」）。平時は遼東半島の防衛を担当し、有事の際には、朝鮮半島方面に対する緊急展開部隊となる。

## 歴史
第190旅団は、第64軍の第190師を前身とする。国共内戦時、保北戦役、正太青滄戦役、清風店戦役、石家荘戦役、平津戦役、太原戦役、蘭州戦役、寧夏戦役等に参加した。
- 1951年2月 - 朝鮮戦争に投入され、第5次戦役に参加した。
- 1955年3月 - 大連でソ連軍第7自動車化狙撃師団の装備を譲り受けると共に、華北独立坦克自行火砲団、砲兵第170団を編入し、67両のISU-152自走砲を調達して、中国人民解放軍最初の機械化師団の編成が始まった。
- 1955年4月15日 - 編成完結。師団は、第568、第569、第570機歩団、1個中型坦克団、1個重型坦克団、1個高砲団、2個地砲団から成り、中国共産党中央軍事委員会直轄となった。師長呉忠、政治委員龔紀明。
- 1957年 - 「遼東半島抗登陸戦役演習」に参加
- 1958年10月 - 「濱海防御戦役中機化師機動作戦」演習に参加
- 1969年 - 中ソ対立以後、予備部隊の役割を果たす。
- 1976年9月26日 - 3千人を動員し、核爆発条件下での訓練に参加。化学防護服を装着した師団兵士は、原爆爆発90分後に爆心地に進入した。
- 1998年～2000年 - 第64集団軍廃止後、第39集団軍に配属
- ？ - 機械化旅団に縮小

## 編制
旅団は、4個装甲歩兵大隊、2個戦車大隊、1個砲兵連隊から成る。（）内は、中国語名、名誉称号の順。

### 旅団直属部隊
- 警衛・偵察中隊　（警偵連）
  - 警衛小隊　（警衛排）
  - 武力偵察小隊　（武偵排）
  - 儀偵小隊　（儀偵排）
- 自動車中隊　（汽車連）
- 旅団衛生隊　（旅衛生隊）
- 教導隊
- 指揮自動化工作站
- 装備技術・後勤倉庫

### 装甲歩兵大隊
装甲歩兵大隊（装甲歩兵営）は、第1～第4の番号が振られる。各大隊は、3個装甲歩兵中隊、1個装甲歩兵砲兵中隊から成る。装甲歩兵中隊は、装甲兵員輸送車又は歩兵戦闘車 x 10両を装備する。装甲歩兵砲兵中隊は、100mm砲小隊、82mm無反動砲小隊、35mm自動擲弾発射機小隊から成り、各小隊は各々4門を装備する。
- 第1装甲歩兵大隊　（旧第235団）
  - 第2中隊　（第2連、老山作戦堅守英雄連）
- 第2装甲歩兵大隊
- 第3装甲歩兵大隊
- 第4装甲歩兵大隊

### 戦車大隊
戦車大隊（担克営）は、第1、第2の番号が振られる。各大隊は、4個戦車中隊から成り、中隊は、戦車 x 10両を装備する（大隊長車を含めて、1個大隊で計41両）。
- 第1戦車大隊
- 第2戦車大隊

### 砲兵連隊
- 指揮中隊
  - 偵察小隊
  - 測地小隊
  - 通信小隊
- 第1砲兵大隊　（地砲1営） - 152mm榴弾砲 x 18門
- 第2砲兵大隊　（地砲2営） - 122mm榴弾砲 x 18門
- 高射砲大隊　（高砲営）
  - 2個高射砲中隊
  - 1個防空ミサイル中隊
- 対戦車大隊　（反担克営） - 100mm滑空砲とHJ73の混成
- ロケット砲中隊　（火箭砲連） - 122mmロケット砲 x 6門

### その他
- 工兵・化学大隊　（工化営）
  - 化学防護中隊　（防化連）
  - 地雷爆破中隊　（地雷爆破連）
  - 架橋中隊　（道橋連）
- 通信大隊
  - 通信中隊
  - 無線電中隊
- 修理大隊
  - 第1修理中隊
  - 第2修理中隊